# Cantonul Montivilliers
Cantonul Montivilliers este un canton din arondismentul Le Havre, departamentul Seine-Maritime, regiunea Haute-Normandie, Franța.

## Comune
| Comune                 | Populație (1999) | Cod poștal | Cod INSEE |
| ---------------------- | ---------------- | ---------- | --------- |
| Cauville-sur-Mer       | 1 243            | 76930      | 76167     |
| Épouville              | 2 960            | 76133      | 76238     |
| Fontaine-la-Mallet     | 2 544            | 76290      | 76270     |
| Fontenay               | 1 143            | 76290      | 76275     |
| Manéglise              | 1 190            | 76133      | 76404     |
| Mannevillette          | 690              | 76290      | 76409     |
| Montivilliers          | 16 556           | 76290      | 76447     |
| Notre-Dame-du-Bec      | 379              | 76133      | 76477     |
| Octeville-sur-Mer      | 4 834            | 76930      | 76481     |
| Rolleville             | 1 131            | 76133      | 76534     |
| Saint-Martin-du-Manoir | 1 542            | 76290      | 76616     |